# Cyaniris mesopotamica
Cyaniris mesopotamica är en fjärilsart som beskrevs av Tutt 1909. Cyaniris mesopotamica ingår i släktet Cyaniris och familjen juvelvingar. Inga underarter finns listade i Catalogue of Life.